# Opisthopterus tardoore
Opisthopterus tardoore är en fiskart som först beskrevs av Cuvier 1829.  Opisthopterus tardoore ingår i släktet Opisthopterus och familjen sillfiskar. Inga underarter finns listade i Catalogue of Life.